# Station Palowice Kolonia
Station Palowice Kolonia is een voormalig spoorwegstation in de Poolse plaats Palowice.